# Босість

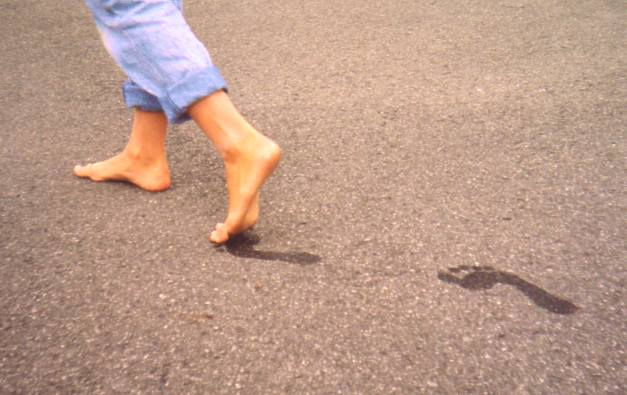
Боса ходьба

Бо́сість, босоно́гість, голоно́гість, присл. босо́ніж (рос. босота) — відсутність взуття (а також шкарпеток, панчіх тощо) на ногах; вид ритуальної наготи.
У ряді календарних та оказіональних обрядів босота (поряд з наготою) — одна з важливих умов здійснення магічних дій, таких як оббігання будинку, опалення села, викликання дощу тощо. У деяких випадках обидві ознаки (нагота — босота) розподіляли між учасниками. Наприклад, у південнослов'янському обряді «водіння додоли» або в білоруському ритуалі «водіння куща» закутана в зелень дівчина має бути оголеною, а решта учасників — босими. У лікувальній та профілактичній магії (альтернативній медицині) відома практика бігати босоніж по росі.
Нагота і босоногість символізують свободу, «очищення від усього зовнішнього, уподібнення божественній простоті».

## Частина ритуалів
Босоту як одну з форм ритуальної чистоти вважали необхідною при виконанні таких ритуалів, як вибір місця під будівництво нового будинку, обрядове засівання жита, збирання огірків тощо.  
У день Сорока мучеників діти вискакували у двір босоніж і перекидали через дах будинку 40 трісок, аби забезпечити собі удачу при збиранні яєць із пташиних гнізд. Колядники східної Словаччини босоніж танцювали на снігу для гарного зростання конопель.
У західних та південних слов'ян майже повсюдно був відомий святковий звичай ходити босоніж у сад чи обв'язувати соломою фруктові дерева, аби вони рясно плодоносили. Для посилення магічного ефекту дівчата на Різдво виходили надвір босоніж, ворожили про заміжжя; господиня роззутою ходила до колодязя за водою для обрядового вмивання.
Існував також очищувальний ритуал ходіння босоніж по розпеченому вугіллі.

## Заборони
У слов'ян були широко поширені заборони ходити босоніж у певні небезпечні періоди (коли в будинку знаходився покійник, у поминальні дні, на святки, у Духів день тощо). 
У Гродненській губернії забороняли ходити вдома босоніж весь період святок,« аби не хворіли ноги» (те ж саме у сербів і словаків на Святвечір). Не рекомендували ходити босоніж поруч із внесеним у будинок бадняком (Косово Поле), сидіти за різдвяною вечерею босими (Словенія). З цими ж повір'ями пов'язана апотропейна практика тримати ноги під час вечері на металевих колючих і ріжучих предметах або натирати часником ступні.
Небезпечним для людини вважали контакт голої стопи з нечистим місцем. Білоруси остерігалися наступати босими ногами на віник, мітлу, аби не захворіти. В Орловській губернії вважали, що «неминучий кашель у того, хто вночі пройде підлогою босоніж і випадково наступить на слід домовика». Небезпекою шкідливого впливу нечистих слідів мотивували заборону ходити босоніж нареченій та вагітній.